# Implantica
Implantica AG är ett liechtensteinskt företag inom medicinsk teknik. Det grundades 2015 av den svenske läkaren och uppfinnaren Peter Forsell (född 1954), som har sin bakgrund som kirurg på Karolinska universitetssjukhuset i Solna.
Implanticas huvudprodukt är "Refluxstop", som är ett implantat i magsäcken, som användes vid elektiv kirurgi för att motverka gastroesofageal refluxsjukdom, en vanlig orsak till symptomen halsbränna, sura uppstötningar, smärtor i mellangärdet och smärtor bakom bröstbenet. Metoden är ett alternativ till medicinsk behandling med protonpumpshämmare och till traditionella kirurgiska ingrepp i matsäcken.
Implantica är sedan 2020 noterat på Nasdaq First North Growth Market i Stockholm genom svenska depåbevis.